# Seseli nortonii
Seseli nortonii är en flockblommig växtart som beskrevs av Friedrich Karl Georg Fedde. Seseli nortonii ingår i släktet säfferötter, och familjen flockblommiga växter. Inga underarter finns listade i Catalogue of Life.